# Nikolai Vsévolodovich Mitskievich
Nikolai Vsévolodovich Mitskievich fue un físico teórico nacido en Novosibirsk, Federación Rusa (anteriormente URSS). Su línea de generación y aplicación del conocimiento fueron la Relatividad General y Teoría de Campo, teorías de campo clásica y cuántica en relatividad especial y general, investigaba métodos para encontrar soluciones exactas a las ecuaciones de Einstein, transmutación y dispersión de partículas elementales y gravitónes, evolución de modelos cosmológicos y otras.

El Dr. Nikolai trabajó hasta (2014) en el Departamento de Física/CUCEI de la Universidad de Guadalajara en Guadalajara México. Anteriormente (1991) trabajó en la extinta Facultad de Ciencias Físico-Matemáticas de la misma universidad. El retiro del Dr. Mitskievich fue debido a enfermedades relativas a la edad.

## Distinciones
En 1980 obtuvo la medalla de Schiller de la Universidad de Jena en la extinta Alemania del Este.
con anterioridad  a 1991, trabajo en la facultad de física y matemáticas de la Universidad Rusa de La Amistad de los Pueblos , en la cátedra de física teórica.